# Eure i Loir
Eure i Loir (28) (Eure i Lori antigament, Eure-et-Loir en francès) és un departament francès de la França metropolitana que pren el seu nom dels rius Loir i Eure. El departament està adscrit administrativament a la regió de Centre-Vall del Loira.

## Història
Eure i Loir va ser un dels vuitanta-tres departaments primigenis creats durant la Revolució Francesa, el 4 de març de 1790 (en aplicació de la llei del 22 de desembre de 1789). Va ser creat a partir d'àrees pertanyents a les antigues províncies de l'Orleanès i de Perche.

## Economia
Eure i Loir és un departament de tradició agrícola (Beauce). Alhora és capdavanter en tres àrees:
- la Cosmetique valley, el primer pol francès de la indústria de la cosmètica i de la perfumeria
- la indústria farmacèutica
- la indústria agroalimentària

## Política
L'any 2004 Albéric de Montgolfier (UMP) va ser reelegit com a president del Consell General d'Eure i Loir amb els vots dels consellers del seu propi partit, així com amb els vots de la UDF i dels no-adscrits de dreta (16 vots). Les principals atribucions del Consell General són votar el pressupost del departament i escollir d'entre els seus membres una comissió permanent, formada per un president i diversos vicepresidents, que serà l'executiu del departament.